# Łacina
Łacina, język łaciński (łac. lingua Latīna, sermō Latīnus, Latīnum, Latīnitās) – język indoeuropejski z latynofaliskiej podgrupy języków italskich.
Łacina ukształtowała się prawdopodobnie w II tysiącleciu p.n.e. jako język mieszkańców Lacjum w środkowej Italii. Była językiem ojczystym Rzymian. Do jej zapisywania używano alfabetu łacińskiego, który jest współcześnie najbardziej rozpowszechnionym alfabetem na świecie. Stała się językiem urzędowym Republiki Rzymskiej, a później Cesarstwa Rzymskiego. W tym okresie nastąpił proces latynizacji Imperium, a łacina była językiem mieszkańców wielu rzymskich prowincji w Europie i północnej Afryce. W codziennej mowie przestała być stosowana po upadku Cesarstwa na zachodzie, chociaż w większości krajów Europy była nadal używana jako język urzędowy, liturgiczny i literacki.
Do XVIII wieku łacina była stosowana powszechnie w Europie jako język komunikacji międzynarodowej, nauki, kultury i sztuki. W Polsce była językiem urzędowym do rozbiorów. Liturgię Kościoła katolickiego sprawowano niemal wyłącznie po łacinie aż do soboru watykańskiego II.
Współcześnie nadal stosuje się łacinę, chociaż w ograniczonym zakresie, w wielu dziedzinach nauki. W języku łacińskim wydawane są liczne publikacje, funkcjonuje również łacińskojęzyczna Wikipedia. Terminologia naukowa i techniczna zazwyczaj tworzona jest na bazie łaciny. Łacina jest używana w mediach i kulturze masowej. Podczas prezydencji Finlandii (w latach 1996 i 2006) oficjalne dokumenty Unii Europejskiej były publikowane po łacinie. Pozostaje też językiem urzędowym Państwa Watykańskiego.
Znajomość łaciny uważana jest za niezbędną w poznawaniu historii europejskiego dziedzictwa kulturowego – literatury, nauki, prawa i religii. Według Leibniza łacina była jedyną mową, która przekroczyła granice czasu i przestrzeni (lingua universalis et durabilis ad posteritatem). Umożliwia bowiem kontakt z mistrzami przeszłości, wstęp do ponadczasowej res publica litterarum. W języku tym tworzyli między innymi Cyceron, Tacyt, Hieronim, Augustyn, Einhard, Tomasz z Akwinu, Dante, Petrarka, Erazm, Luter, Kopernik, Kepler i Newton.
Wśród językoznawców nie ma zgody, czy łacina jest językiem żywym, martwym czy też wegetującym. Co prawda nie jest już językiem ojczystym dla nikogo, więc nie podlega spontanicznym zmianom we fleksji czy słownictwie, typowym dla języków żywych, lecz jej znajomość nie wygasła. Naucza się jej w szkołach i uczelniach na całym świecie. Regulowana jest przez Papieską Akademię Języka Łacińskiego, która poszerza zakres słownictwa na potrzeby dokumentów wydawanych przez Stolicę Apostolską.
Fleksja, składnia i słownictwo łacińskie wywarły znaczący wpływ na rozwój wszystkich europejskich języków wernakularnych, w tym języka polskiego. Z dialektów, którymi mówiono w prowincjach Imperium Rzymskiego, wykształciły się języki romańskie. Łacina żyje we współczesnych językach, a jej uchwytny rdzeń tkwi nie tylko w starych, powszechnie znanych wyrazach typu „matura” (od maturare – dorastać) i „uniwersytet” (od universitas – powszechność, uniwersalność), ale również w neologizmach, jak choćby „digitalny” (od digitus – palec), „dyskurs” (od discursus – bieganina) czy „globalizacja” (od globus – kula). Kryje się też często w wyrazach z pozoru rdzennie polskich, takich jak „cmentarz” (od coemeterium – z gr. κοιμητήριον, miejsce spoczynku) czy „kościół” (od castellum – twierdza).

## Historia

### Indoeuropejskie korzenie

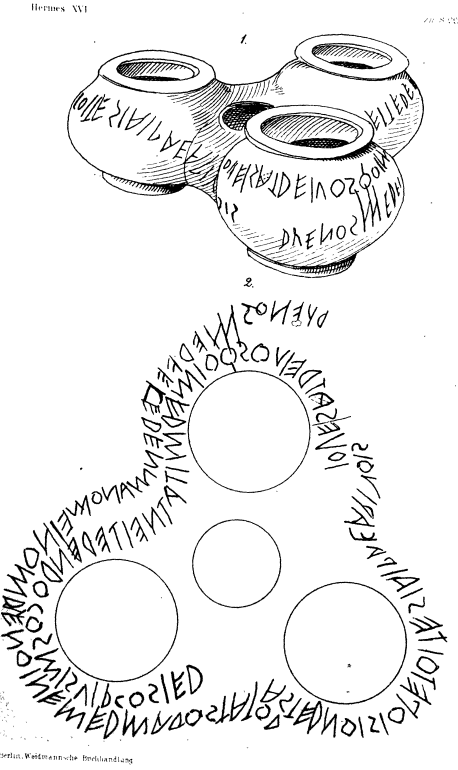
Tzw. Inskrypcja duenos. Napis w archaicznej łacinie wyryty w ceramice, datowany przez uczonych na okres między VII a V wiekiem przed Chrystusem.

Łacina jest językiem indoeuropejskim. Ma wspólne korzenie z większością żywych i wymarłych języków Europy oraz wieloma językami Indii, Iranu i Azji Środkowej. Wskazuje na to duża liczba podobieństw, zarówno w słownictwie, jak i gramatyce – między innymi z greką, sanskrytem czy językiem polskim. Łacińskie est odpowiada greckiemu estí, sanskryckiemu asti oraz polskiemu jest.
Wspólne dziedzictwo indoeuropejskie sprawiło, że łacina i język polski mają wiele podobnych wyrazów, których tematy pochodzą od tego samego, praindoeuropejskiego rdzenia. Są to głównie wyrazy związane z relacjami rodzinnymi, gospodarstwem, florą, fauną, geografią, kulturą materialną lub codziennymi czynnościami. Należą do nich na przykład: mater – matka, soror – siostra, ovis – owca, suinus – świński, domus – dom, mare – morze, ignis – ogień, linum – len, pastor – pasterz. Opracowania językoznawców cytują od 1000 do 2000 słów wykazujących tego typu podobieństwa. Zdaniem większości badaczy zjawisko to wynika ze słabszych, niż w innych językach (na przykład germańskich), wpływów języków nieindoeuropejskich na rozwój łaciny, polszczyzny, sanskrytu.
Podział wśród prajęzyków indoeuropejskich spowodował, że łacina znalazła się w tzw. grupie kentumowej (razem z językami celtyckimi i germańskimi), natomiast język polski w grupie satemowej (z językami indoirańskimi). Dlatego łacińska głoska „k” jest w języku polskim często zastąpiona przez „s” – łacińskie centum odpowiada słowu „sto”, caseus to „ser”, natomiast cor oznacza „serce”.
Różnice pomiędzy łaciną a pozostałymi językami Italii były w I tysiącleciu przed Chrystusem tak znaczne, że uniemożliwiały wzajemne zrozumienie. Wyjątkiem był podobny do łaciny język faliski, którym mówiono w północnym Lacjum, jednak część uczonych twierdzi, że był to dialekt łaciny, a nie odrębny język. Starożytni autorzy greccy uważali rdzenne języki Półwyspu Apenińskiego za niespokrewnione. Dopiero XIX-wieczni badacze wykazali ich wspólne pochodzenie i stworzyli nazwę języki italskie. Ich zdaniem wszystkie wywodziły się z hipotetycznego języka praitalskiego. Rozpad italskiej wspólnoty językowej i wyodrębnienie łaciny językoznawcy datują zazwyczaj na pierwszą połowę II tysiąclecia przed Chrystusem.
Niegdyś przeważała hipoteza, że języki italskie wywodziły się z tego samego prajęzyka co greka, więc istniał prajęzyk italogrecki. Żyjący w Rzymie grecki historyk Dionizjusz z Halikarnasu wysunął teorię, zgodnie z którą łacina była greckim dialektem, zepsutym wskutek wpływów innych języków Italii. Obecnie wielu badaczy skłania się do poglądu, że najbliższe łacinie były języki celtyckie, a języki italskie pochodzą od wspólnego prajęzyka italoceltyckiego.

### Łacina archaiczna
Poglądy Rzymian na pochodzenie łaciny przedstawił w Eneidzie Wergiliusz. Zgodnie z treścią dzieła, Eneasz (jeden z Trojan, któremu udało się przeżyć upadek Ilionu), dotarł z towarzyszami niedoli do Lacjum. Przyjął go tam król Latynus. Wergiliusz zaznaczył różnice językowe między przybyszami a tubylcami w końcówce poematu, gdy w usta Junony włożył obawę, że Latynowie pod naporem Trojan utracą nie tylko rodzime imiona i stroje, ale także mowę ojczystą. Obawę tę rozwiał Jowisz słowami:
Eneida 12, 834–837
Sermōnem Ausoniī patrium mōrēsque tenēbunt,

utque est nōmen erit; commixtī corpore tantum

subsīdent Teucrī. Mōrem rītūsque sacrōrum

adiciam faciamque omnīs ūnō ōre Latīnōs.
tłum. Ignacy Wieniewski
„Ojców obyczaj i język zostanie wśród synów Italii,

Miano też swe zachowają. Trojanie wsiąkną w ich plemię,

Z nim zespoleni. Dam im rytuał i święte obrzędy,

Zrobię z nich jeden naród o wspólnej mowie latyńskiej”
Wspólna religia (sacra) oraz wspólny język (os) to według Wergiliusza fundamenty narodu o wielokulturowych początkach, któremu Jowisz przepowiada – w innym miejscu Eneidy – długotrwałe panowanie nad światem. Językiem tym była mowa Lacjum – łacina.

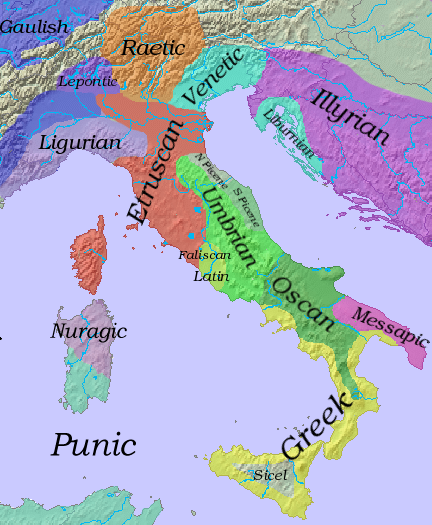
Przybliżone rozmieszczenie języków italskich w VI wieku p.n.e.

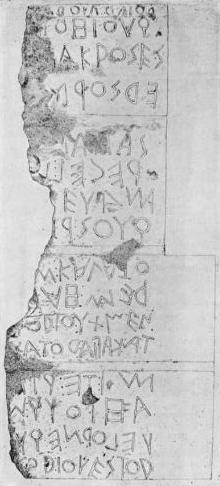
Inskrypcja łacińska z Forum Romanum, spod Lapis Niger. Uważana za jedną z najstarszych znanych. Zapisana bustrofedonem w archaicznym, nieregularnym alfabecie – prawdopodobnie około roku 550 p.n.e.

W roku 338 p.n.e. Rzym podbił ostatecznie całe Lacjum. Następnie, w wyniku wojny z macedońskim Pyrrusem, rozciągnął swą władzę na południową część Półwyspu Apenińskiego. W III wieku zakończył się podbój Italii, chociaż jeszcze w latach 91–88 doszło do tzw. wojny ze sprzymierzeńcami, podczas której wiele ludów półwyspu powstało przeciwko władzy Rzymu. W roku 89 wszyscy mieszkańcy Italii otrzymali obywatelstwo rzymskie, a zanik języków italskich i ich zastąpienie przez łacinę datują językoznawcy najczęściej na II-I wiek przed Chrystusem.
Nie oznacza to jednak, że Rzymianie narzucali swój język podbitym ludom. Zachowywali ich prawo do własnego języka, praw, ubioru, a także religii. Długo używanie łaciny było przywilejem, a nie obowiązkiem. Liwiusz zanotował, że na początku II wieku mieszkańcy Kume w Kampanii prosili senat o specjalne pozwolenie na używanie w swoim mieście łaciny jako języka urzędowego (ut publice Latine loquerentur). Uzyskali ten przywilej tylko ze względu na to, że zostali uznani za sprawdzonych przyjaciół Rzymu. W oficjalnych stosunkach z innymi ludami Rzymianie używali tłumaczy. Waleriusz Maksymus twierdził, że na greckie pisma Rzymianie odpowiadali wyłącznie po łacinie. Jeszcze Cyceron wywołał zgorszenie, gdy przemówił w senacie Mesyny po grecku, nie korzystając z pomocy tłumacza.
Łacinę tego okresu, jeszcze sprzed pojawienia się pierwszych dzieł literackich, językoznawcy zazwyczaj nazywają archaiczną lub starą. Ówczesny język można poznać jedynie dzięki zachowanym inskrypcjom oraz cytatom u późniejszych autorów. Znanych jest sześć inskrypcji kamiennych, które powstały wcześniej niż w roku 300 przed Chrystusem. Z tego okresu pochodzi też około dwudziestu fragmentów ceramiki z wyrytymi inskrypcjami, jednak niektóre z nich uważane są przez część badaczy za nowożytne fałszerstwa.
Archaicznej formy alfabetu łacińskiego zaczęto używać najpóźniej w VI wieku przed Chrystusem. Inskrypcje zostały zapisane w niezdarnej fleksji i składni, a język daleki był od jakiejkolwiek standaryzacji. Tekst tzw. inskrypcji duenos, datowany między VII a V wiekiem, jest trudny do zrozumienia nawet dla współczesnych specjalistów. Według przekazu Polibiusza, w II wieku przed Chrystusem Rzymianie mieli kłopoty ze zrozumieniem tekstu starego traktatu z Kartaginą, spisanego w VI wieku.
Z wyjątkiem Prawa dwunastu tablic, aktu przyjętego w roku 451 przed Chrystusem, w późniejszych wiekach nie było konieczności rozumienia dawnych form językowych. Nawet w przypadku Dwunastu tablic nie jest jasne, czy ich wersja, która była w powszechnym użyciu w okresie klasycznym, zachowała się w oryginalnej formie. Inny archaiczny tekst, rytualna pieśń Carmen Arvale, która przetrwała w formie inskrypcji z III wieku po Chrystusie, była już w czasach klasycznych niezrozumiała dla wykonujących ją kapłanów. Wydaje się, że ta pieśń liturgiczna była przekazywana z pokolenia na pokolenie bez dbałości o zachowanie jej dosłownego znaczenia.
Co prawda od IV wieku, wraz z podbojami Rzymian, łacina była już znana na całym Półwyspie Apenińskim, lecz sama uległa wpływom innych języków. Marek Terencjusz Warron, w dziele De lingua Latina, wyjaśniał znaczenie wielu słów łacińskich przez odwołanie do języków sabińskiego i oskijskiego a przyjaciel Cycerona Attyk narzekał nad zepsuciem łaciny wskutek napływu obcojęzycznych przybyszów do Rzymu.
Na północy Półwyspu Apenińskiego mówiono do II wieku przed Chrystusem nieindoeuropejskim językiem etruskim, na południu natomiast przeważała greka. Oba te języki, obok italskich, wywarły wyraźny wpływ na rozwój łaciny. Jeszcze w III wieku Kwintus Fabiusz Piktor napisał pierwszą rodzimą historię Rzymu po grecku, gdyż uważał, że łacina nie nadaje się do tego celu. Kilkusetletnie związki polityczne i ekonomiczne Rzymian z Etruskami zaowocowały wieloma zapożyczeniami. Według Liwiusza jeszcze w IV wieku przed Chrystusem rzymska arystokracja rozumiała język etruski. Litery alfabetu łacińskiego to zmodyfikowane symbole Etrusków, którzy z kolei wzorowali się na piśmie greckim. Słownictwo łaciny wchłonęło znaczną liczbę etruskich wyrażeń. Za wyrazy etruskiego pochodzenia niektórzy uczeni uważają między innymi caerimonia („ceremonia”), fenestra („okno”) czy persona („maska”, „osoba”).

### Łacina klasyczna

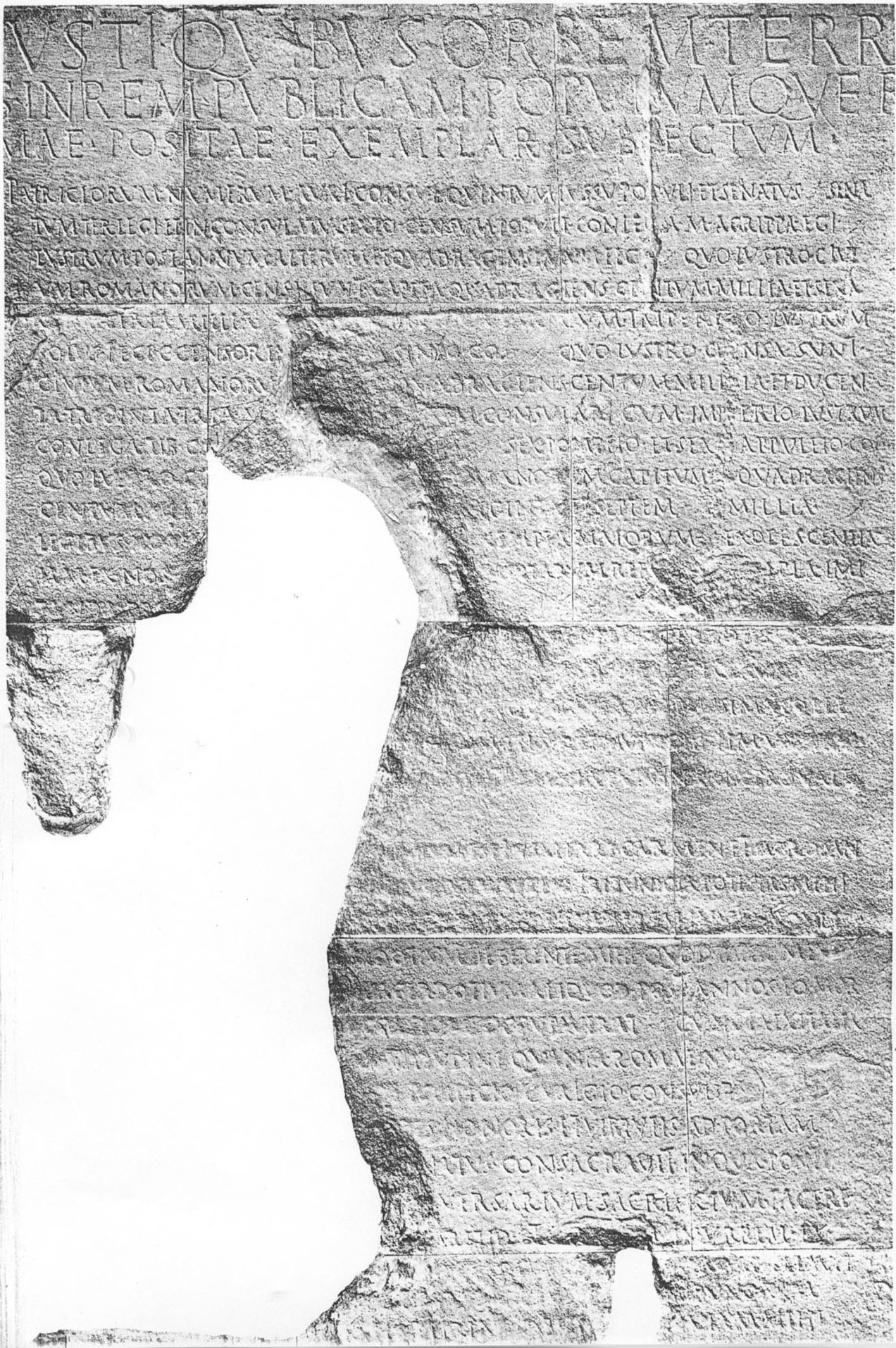
Inskrypcja kamienna w klasycznej łacinie. Tzw. Monumentum Ancyranum z tekstem opowiadającym o czynach Boskiego Augusta – początek I wieku po Chrystusie.

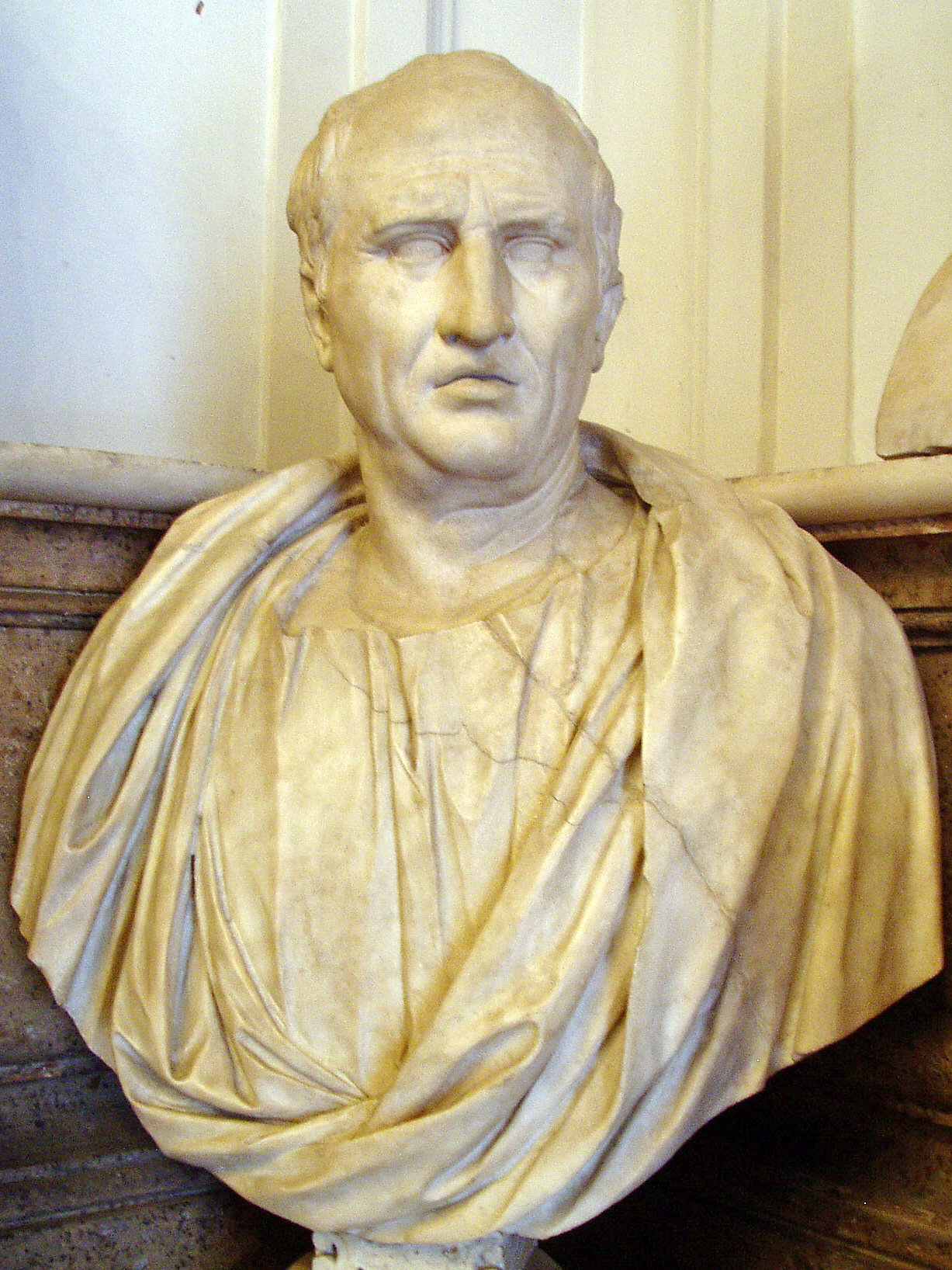
Marek Tulliusz Cyceron. Popiersie z I wieku po Chrystusie, Muzeum Kapitolińskie.

Między II wiekiem przed Chrystusem a I wiekiem po Chrystusie zakończył się proces latynizacji Italii. Z półwyspu zniknęły wszystkie języki italskie oraz język etruski. Obok łaciny w użyciu pozostała tylko greka. W tym samym okresie rozpoczęła się latynizacja Galii, Hiszpanii i północnej Afryki. Procesy te pokrywają się czasowo z epoką, którą tradycyjnie zalicza się do tak zwanego okresu klasycznego w rozwoju łaciny.
Epoka literacka (zob. literatura rzymska) zaczyna się w 240 r. p.n.e. od dokonanego przez greckiego wyzwoleńca Lucjusza Liwiusza Andronika łacińskiego przekładu Odysei Homera. Przekład został dokonany wierszem saturnijskim, zachowały się fragmenty, m.in. incipit Virum mihi Camena insece versutum. Działają wtedy poeci tacy jak Newiusz, Lucyliusz, komediopisarze Plaut i Terencjusz i inni.
Epoka archaiczna trwa mniej więcej do końca lat osiemdziesiątych I wieku p.n.e., kiedy rozpoczyna działalność Marek Tulliusz Cyceron. Uznaje się to za początek epoki klasycznej. Wyróżnia się dwa podokresy, to jest cyceroński (do śmierci Cycerona w roku 43 p.n.e.) oraz augustowski (od wstąpienia na tron ces. Oktawiana Augusta w roku 27 p.n.e.), tak zwany złoty wiek poezji łacińskiej.
W okresie cycerońskim działają m.in. prozaicy Gajusz Juliusz Cezar, Marek Terencjusz Warron, Gajusz Sallustiusz Crispus, poeci Katullus i Lukrecjusz i in. W okresie augustowskim działają historyk Tytus Liwiusz oraz tacy poeci jak Wergiliusz, Propercjusz, Tibullus, Horacy, Owidiusz.
Epoka klasyczna kończy się około połowy I wieku n.e., rozpoczyna się wtedy tak zwana epoka srebrna charakteryzująca się narastającymi tendencjami archaizacyjnymi. Pisarze zaczynają wzorować się na autorach epoki archaicznej, przede wszystkim na Katonie, co ma na celu „odmłodzenie” języka i nawrót do jego archaicznej prostoty po okresie obcowania z wyrafinowaną prozą i poezją klasyczną.
Przedstawicielem łaciny srebrnej jest m.in. Tacyt, Korneliusz Fronto oraz Gelliusz. Prąd ten odnosi ostatecznie zwycięstwo z początkiem II wieku n.e., wygasa stopniowo w III wieku n.e. wraz z powolnym upadkiem literatury rzymskiej w tym czasie. Dopiero w IV wieku n.e. następuje coś w rodzaju renesansu, jest to epoka łaciny późnej. Jej przedstawicielem jest np. Makrobiusz.
Od II wieku n.e. zaczyna narastać w łacinie zjawisko diglosji.

### Chrześcijaństwo
Pierwsze przekłady Biblii na łacinę, tzw. Afra (z łac. afrykańska) oraz Itala (z łac. italska) pojawiają się odpowiednio w II wieku n.e. i III wieku n.e. Językiem liturgicznym chrześcijan jest wówczas greka. Jednak znajomość greki na zachodzie imperium (w przeciwieństwie do łaciny, która jest językiem ludu) zaczyna szybko zanikać, w związku z czym w połowie IV wieku n.e. następuje wprowadzenie łaciny do liturgii. Na przełomie IV i V wieku n.e. św. Ambroży układa łacińską liturgię mszy tzw. ambrozjańskiej, a św. Hieronim dokonuje kanonicznego przekładu Biblii na łacinę (jest to tzw. Wulgata). Łacina stała się także językiem teologii Kościoła zachodniego, dzieła ojców Kościoła i innych autorów powstałe na przestrzeni tysiąca lat, od Tertuliana (ok. 155–220) do papieża Innocentego III (1161–1216), zostały wydane m.in. w monumentalnym zbiorze złożonym z 217 tomów, nazwanym Patrologia Latina. Inne zbiory to Corpus Christianorum (CC), powstający w wydawnictwie Brepols w Turnhout i Corpus Scriptorum Ecclesiasticorum Latinorum (CSEL), wydawany w Wiedniu, augustyńska Bibliotèque Augustinienne, a także częściowo łacińska, częściowo grecka seria Sources chrétiennes w Paryżu.
Sobór watykański II utrzymał łacinę jako język liturgiczny Kościoła katolickiego, dopuściwszy jednak możliwość odprawiania mszy w językach narodowych „w drodze wyjątku”. Wyjątek ten stał się wedle niektórych badaczy regułą.

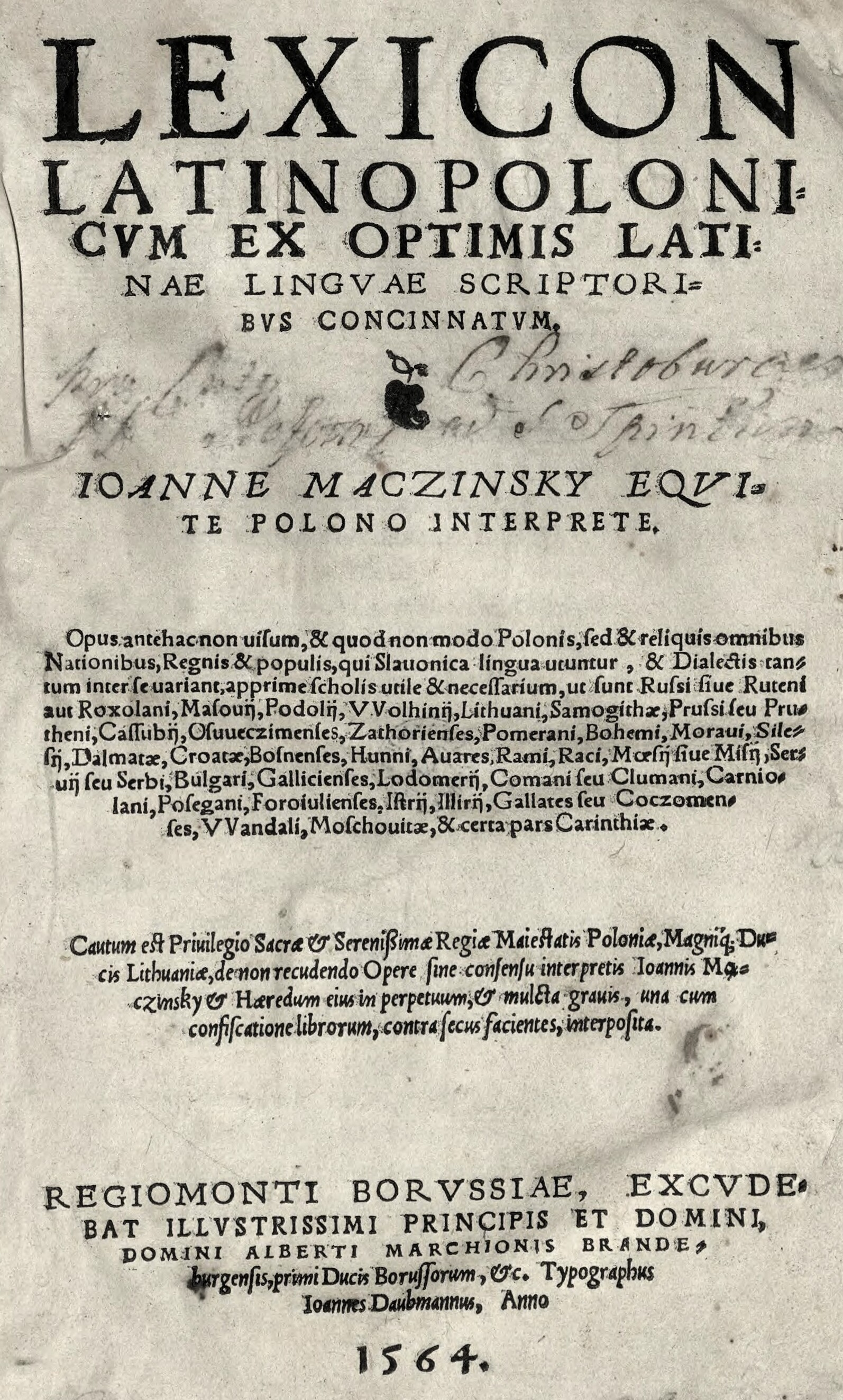
Pierwszy drukowany słownik łacińsko-polski zawierający 20 tys. słów wydany w 1564 w Królewcu przez Jana Mączyńskiego

### Średniowiecze i nowożytność
Po upadku imperium łacina nadal pozostawała językiem międzynarodowym oraz językiem Kościoła katolickiego. Począwszy od XI wieku powstaje literatura w językach romańskich, łamiąc monopol łaciny jako języka literackiego. Mimo tego, przez całe średniowiecze powstawała zarówno łacińska literatura piękna, jak i użytkowa. Znajomość języka Rzymian i twórczość w nim umożliwiła renesansowym pisarzom, np. Janowi Kochanowskiemu rozwinięcie środków literackiej ekspresji w językach wernakularnych. Od XVII wieku rola łaciny zmniejsza się, w XVIII marginalizuje, ale łacina dalej bywa używana, zwłaszcza jako język liturgii i publikacji Kościoła katolickiego.
Pierwszy wielki łacińsko-polski słownik „Lexicon Latino Polonicum Ex Optimis Latinae Linguae Scriptoribus Concinnatum”, zawierający około 20 tysięcy haseł łacińskich i ich polskich odpowiedników, opublikował w 1564 w Królewcu polski leksykograf Jan Mączyński. Łacina pozostawała oficjalnym językiem urzędowym Rzeczypospolitej Obojga Narodów aż do 1795.
Łacina przez wiele wieków była językiem nauki, w tym medycyny. Od XX wieku znaczenie łaciny jako języka nauki ulegało postępującej marginalizacji, głównie na rzecz języka angielskiego. Najczęściej łacinę można spotkać w tytułach niektórych periodyków naukowych, w taksonomii oraz w rozpoznaniach medycznych w niektórych krajach, w tym w Polsce.
W drugiej połowie XX wieku i nadal krzewieniem języka łacińskiego zajmuje się także świecka międzynarodowa organizacja L. U. P. A. (łac. „Wilczyca”) Linguae Latinae Provehendae Associatio, zrzeszająca ludzi z różnych krajów świata, którzy podczas swoich spotkań mówią wyłącznie po łacinie. Tworzą w tym języku także poezję i artykuły naukowe. Także w Polsce już kilkakrotnie odbywał się międzynarodowy zjazd tej organizacji (w Kamieniu Śląskim k. Opola i w Krakowie).

### Odmiany łaciny
W starożytności łacina miała zasadniczo, jak każdy język, dwie odmiany: literacką i potoczną. Zapewne istniały też dialekty lokalne, czyli łacina italska, galijska, brytyjska, hiszpańska, afrykańska. Niedostatek źródeł powoduje, że ich cechy nie są dla nas dokładnie uchwytne – istnienia lokalnych dialektów łaciny dowodzi w zasadzie tylko to, że pochodzące od nich języki romańskie różnią się między sobą.
Ze względu na wymienione wyżej etapy rozwojowe wyróżnia się następujące odmiany języka literackiego:
- łacinę archaiczną
- łacinę klasyczną
- łacinę srebrną
- łacinę późną
- łacinę średniowieczną
- łacinę nowożytną.

Dodatkowo w późnej starożytności (od roku mniej więcej 200 n.e.) możemy wyróżnić chrześcijańską odmianę języka literackiego – jej najbardziej uderzającą cechą są, pochodzące głównie z Biblii, naleciałości leksykalne i składniowe z języków semickich (głównie hebrajskiego i aramejskiego).
Standardem języka literackiego jest i była już w starożytności łacina klasyczna. Dla prozy wzorcowa jest literatura okresu schyłkowej republiki, tzw. cycerońskiego, Odpowiednim wzorcem dla poezji jest następujący bezpośrednio po nim okres zarania cesarstwa, tak zwany augustowski.
Standard ten starano się w miarę możliwości utrzymywać. Robiono to mimo narastających trudności wynikłych ze zwykłego rozwoju języka codziennego, który z upływem wieków coraz bardziej się od standardu oddalał. Nie jest wszelako jasne (i zapewne nigdy nie będzie), czy przez 500 lat, jakie upłynęły od czasów Cycerona do końca starożytności, rozziew pomiędzy językiem mówionym a literackim stał się już na tyle duży, żeby wystąpiły jakieś trudności np. w zrozumieniu przez słuchaczy przemówienia czy kazania (a te są z natury wygłaszane do ludu) skomponowanego w języku klasycznym.
Obraz zaciemnia dodatkowo powstały w II w. n.e. literacki prąd archaistyczny lubujący się w – dziś przeważnie zaginionej i nam nieznanej – literaturze okresu archaicznego. Z tego powodu trudno czasem w sposób decydujący rozstrzygnąć, czy pewne osobliwości języka, jakim pisze np. Apulejusz, należy przypisać głównie temu, że jego łacina jest archaizowana, czy wręcz przeciwnie, a może tak wygląda dialekt afrykański. Najprawdopodobniej składa się na to wszystko po trochu, ale co jest czym, tego do końca nie wiemy.
Łacina średniowieczna jest w teorii kontynuacją języka literackiego z okresu starożytności, z mniejszymi lub większymi, zależnie od autora i tematu, domieszkami idiomatyki biblijnej. W praktyce odstępstwa od klasycznej leksyki, składni i frazeologii bywają na tyle duże, że teksty średniowieczne nierzadko trudno zrozumieć, opierając się na bardzo nawet dobrej znajomości standardu. Część winy ponosi tu ogólnie niższa kultura literacka średniowiecza w porównaniu ze starożytnością. Dziwaczne niekiedy znaczenia wyrazów w tekstach średniowiecznych mają jednak często źródło w pewnych specyficznych, głównie żargonowych użyciach starożytnych; bywa, że znaczenie danego wyrazu spotykane tylko raz w całej (dostępnej nam) literaturze pogańskiej, w dodatku żargonowe, jest z niewiadomych powodów uogólniane przez autora średniowiecznego i podnoszone do rangi pierwszego znaczenia danego słowa. Częściowo zapewne wynika to z niedostatecznego opanowania słownictwa przez pisarza (który zamyka się w znanym sobie, nierzadko fachowym slangu jednej profesji) – ale też sprawia, że niektóre teksty średniowieczne, lub niektóre ich partie, bywają na pierwszy rzut oka zupełnie niezrozumiałe.
Łacina humanistyczna jest to łacina średniowieczna oczyszczona z charakterystycznych dla wieków średnich zepsuć i barbaryzmów. Celem tego zabiegu był powrót do opisanego powyżej klasycznego standardu, przez co łacina humanistyczna jest w teorii tożsama ze standardowym językiem literackim. W praktyce teksty humanistyczne bywają przeładowane rzadko spotykanymi wyrazami oraz erudycyjnymi dygresjami, dlatego często brak im lekkości i lapidarności, jaka charakteryzuje twórczość większości (znanych nam) prozaików antycznych.

### Języki pochodne
Język łaciński, stosowany w poszczególnych prowincjach Imperium Rzymskiego oraz państwach średniowiecznych, powstałych na jego gruzach, ulegał naturalnym procesom rozwojowym, a odległości geograficzne oraz późniejsze bariery polityczne i wpływy języków obcych sprzyjały tworzeniu się odrębności regionalnych, które z czasem doprowadziły do ukształtowania nowych języków.
Z łaciny wywodzą się współczesne języki romańskie, między innymi:
- francuski
- galicyjski
- hiszpański
- judeohiszpański
- kataloński
- korsykański
- portugalski
- retoromański
- rumuński
- sardyński
- waloński
- włoski.

### Współczesność

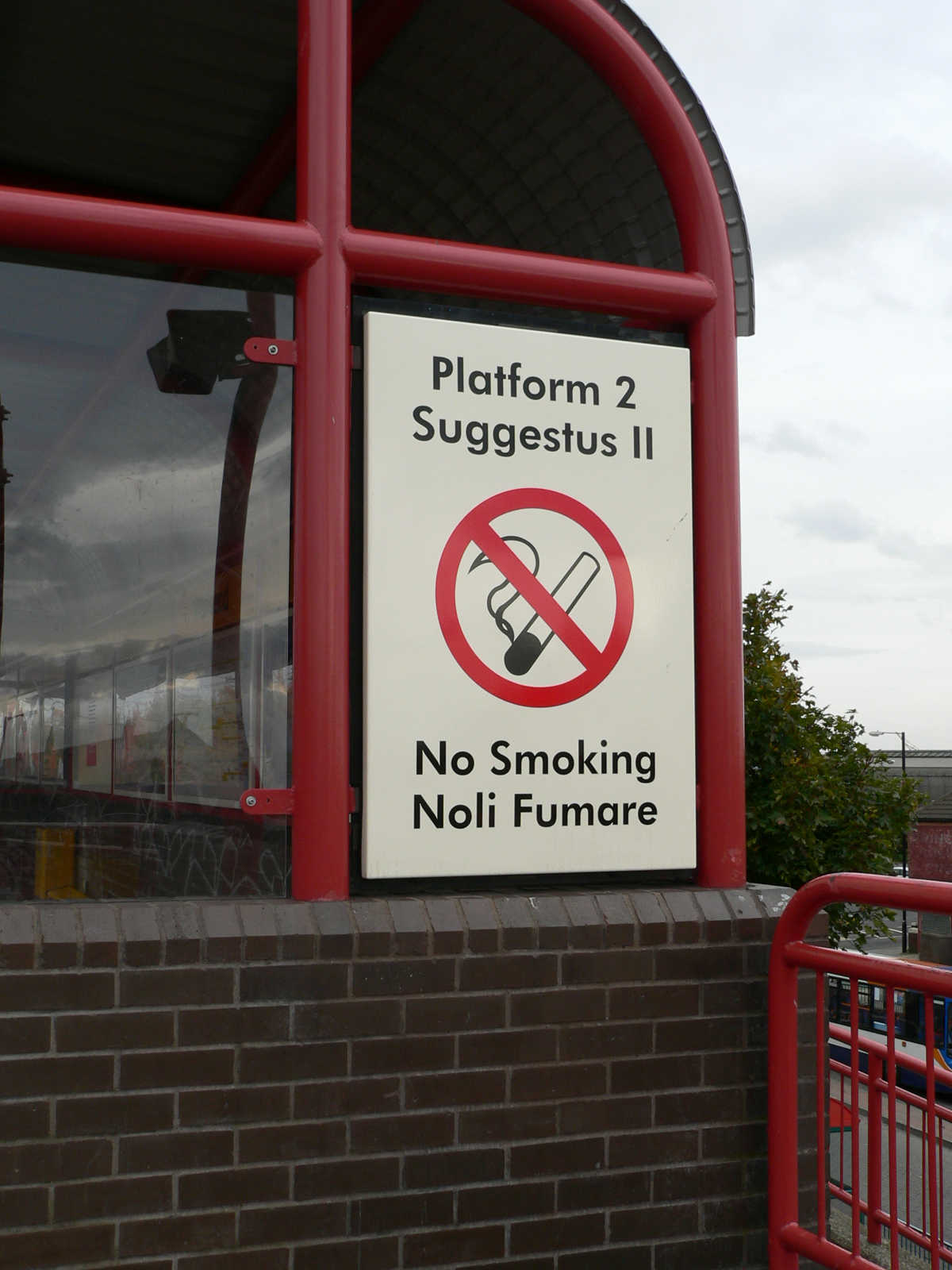
Napis po angielsku i łacinie na peronie stacji Wallsend w pobliżu Muru Hadriana w metrze w Newcastle upon Tyne

Łacina pozostaje językiem urzędowym Państwa Watykańskiego (obok języka włoskiego).
Wbrew powszechnemu przekonaniu łacina nie jest językiem martwym w ścisłym tego słowa znaczeniu, ponieważ ciągle się rozwija – powstają łacińskie nazwy specjalistyczne, na przykład nowo odkrytych gatunków organizmów. Łacina jest najlepiej znanym językiem starożytnym z basenu Morza Śródziemnego.
Tradycja pisania i mówienia po łacinie nigdy nie zanikła. Najbardziej znanymi periodykami wydawanymi w języku łacińskim są kwartalnik „Vox Latina” oraz dwumiesięcznik „Melissa”. Tradycyjnie artykuły w języku łacińskim przyjmują periodyki poświęcone filologii klasycznej.
Język łaciński jest nadal powszechnie stosowany w naukach przyrodniczych. Nazwy międzynarodowe wszystkich taksonów po dziś dzień są nazwami łacińskimi. Podobne znaczenie ma łacina w medycynie. Także symbole wzorów fizycznych pochodzą od łacińskich nazw (np. symbol „t” od łac. tempus = czas). W astronomii używa się łacińskich nazw gwiazdozbiorów (np. przy nazewnictwie gwiazd zmiennych czy w kartografii nieba), a także w chemii do nazywania pierwiastków (wapń = calcium).
Istnieje Wikipedia w języku łacińskim; wyszukiwarka Google oferuje opcję ustawienia łaciny jako języka komunikatów i opisów (jednak jeszcze nie wszystkie są przetłumaczone).
Łacina bywa też współcześnie używana podczas rytuałów rekonstrukcjonistycznych wspólnot religijnych, wskrzeszających religię starożytnego Rzymu.
Msze w języku łacińskim są nadal odprawiane w Kościele katolickim (choć regularnie tylko w nielicznych świątyniach – codziennie o godz. 8:00 w kaplicy cudownego obrazu MB Częstochowskiej na Jasnej Górze. Coraz więcej parafii w Polsce wprowadza takie msze w Novus Ordo Missae, tzw. rycie posoborowym, bądź w Vetus Ordo Missae, tzw. trydenckim). Sobór Watykański II, dopuszczając języki narodowe do użytku w liturgii, wyraźnie zaznaczył, że własnym językiem Kościoła jest łacina i po łacinie duchowni winni odmawiać brewiarz (KL 101). Sobór zaznaczył także, że należy dbać o to, by każdy członek wspólnoty potrafił czynnie uczestniczyć w obrzędach sprawowanych w języku łacińskim (KL 36 i 54).

#### Łacina w szkołach
Łaciny dawniej nauczano w liceach ogólnokształcących. W 2009 roku w liceach pojawił się nowy przedmiot – „Łacina i kultura antyczna”. W programie nauczania przewidziano po cztery godziny tygodniowo tego przedmiotu w drugiej i trzeciej klasie. „Łacina i kultura antyczna” znalazła się wśród tzw. przedmiotów do wyboru. Z danych Centralnego Ośrodka Doskonalenia Nauczycieli wynikało, że na blisko milion uczniów w liceach ogólnokształcących w 2008 roku, łaciny uczyło się około 35 tys. osób, a nauczało jej 397 pedagogów.

#### Renesans łaciny
W Europie obserwuje się zwiększone zainteresowanie łaciną. Podejmowane są nawet próby wypromowania jej jako języka żywego. W Finlandii radio Yle nadaje krótkie audycje (wiadomości trzy razy w tygodniu) w tym języku. Łacina jest nauczana w Niemczech (35–50% szkół w zależności od landu), Francji (około 50%) i we Włoszech (ok. 70%).
Język łaciński pojawia się w wielu grach wideo. Niektóre piosenki są śpiewane po łacinie jak np. One Winged Angel z Final Fantasy VII, Liberi Fatali z Final Fantasy VIII (tu jednak tekst, a nawet sam tytuł, jest niegramatyczny) czy tytułowa piosenka z Super Smash Bros. Brawl.

#### Pontificia Academia Latinitatis
W 2012 roku papież Benedykt XVI ustanowił Pontificia Academia Latinitatis („Papieską Akademię Języka Łacińskiego”) w celu pogłębienia znajomości, wspierania i regulowania użycia łaciny nie tylko w środowisku kościelnym, ale w szeroko rozumianym świecie kultury. Pod nadzorem Akademii tworzony jest Parvum verborum novatorum léxicum („Mały leksykon nowych słów”). Zatwierdzane są w nim neologizmy, których można używać w języku oficjalnym Państwa Watykańskiego i Kościoła.

## Gramatyka
W języku takim jak łacina, który nie jest już dla nikogo językiem ojczystym, ale pozostaje żywym elementem dziedzictwa kulturowego i religijnego (podobnie jak np. w sanskrycie), decydującą rolę odgrywa gramatyka. W gramatyce bowiem skodyfikowane zostały zasady używania łaciny i jej morfologia, które nie ulegają już zmianom. Stąd też naukę łaciny, przynajmniej od czasów karolińskich, rozpoczynano od przyswojenia podstawowych zasad gramatycznych.
Zapożyczona od Greków gramatyka łacińska zaczęła się rozwijać w II wieku przed Chrystusem a pierwszym, który jej nauczał, był według tradycji Krates z Mallos. W ukształtowanym prawdopodobnie w I wieku przed Chrystusem rzymskim systemie edukacyjnym, po wstępnej nauce pisania i czytania (określanej z grecka grammatiké techne), wykłady przejmował grammaticus, który objaśniał zasady używania języka na przykładzie poezji, co zwano ennaratio poetarum. Większość dzieł rzymskich gramatyków sprzed IV wieku zaginęła. Dlatego wiedza o starożytnej gramatyce łacińskiej pochodzi od autorów, którzy działali już po panowaniu Dioklecjana. Nie naśladowali oni poprzedników, ale twórczo rozwinęli gramatykę poprzednich wieków. Pisali w okresie, gdy szkolna łacina różniła się już znacznie od tej używanej na co dzień, kładli więc szczególny nacisk na używanie poprawnych form gramatycznych, które zaczęli kodyfikować.
Decydujący wpływ na uformowanie się obowiązujących współcześnie zasad gramatyki łacińskiej mieli dwaj autorzy – Pryscjan i Eliusz Donat. Wykładający w połowie IV wieku w Rzymie Donat, jako pierwszy zestawił odmiany gramatyczne łacińskich wyrazów w ułatwiające zapamiętanie tablice, zawierające poprawne formy i końcówki. Spisane w dziele zatytułowanym Ars minor, były używane aż do XVIII wieku jako podstawowy podręcznik do nauki łaciny. Pryscjan z Cezarei, który pisał w VI wieku w Konstantynopolu, pozostawił po sobie prace poświęcone rodzajom gramatycznym oraz odmianie regularnej i nieregularnej wyrazów. Institutiones grammaticae Pryscjana, jako uzupełnienie Donata, miały wpływ w późniejszych wiekach na ostateczną kodyfikację odmian wyrazów łacińskich i zasad ich użycia w zdaniach.
Do końca XVIII wieku przy nauczaniu gramatyki stosowano dzieła Donata i Pryscjana lub ich szkolne adaptacje różnych autorów. Dopiero w XIX wieku uczeni rozpoczęli rewizję niektórych ustaleń starożytnych gramatyków, opierając się na nowożytnych badaniach językoznawczych. Ich ustalenia, chociaż ujęte w nowocześniejsze formuły, nie odbiegały jednak znacznie od tez Donata czy Pryscjana. Pierwszą nowożytną, naukową gramatyką łaciny była praca Karla Gottloba z 1818 roku poświęcona fleksji. W 1843 roku Johann Philipp Krebs opublikował Antibarbarus, trzy lata później Friedrich von Nägelsbach opracował naukowe zasady pisania w poprawnym stylu. W 1873 roku Herrmann Menge podsumował dotychczasowe badania w dziele poświęconym fleksji i stylowi języka łacińskiego. Wszystkie te prace były wznawiane przez cały XX wiek. W 1879 roku ukazała się gramatyka Raphaela Kühnera, której ustalenia powtarzają niemal wszystkie gramatyki łacińskie wydane na świecie, w tym także podstawowa gramatyka w języku polskim Jana Wikarjaka.
Współczesne ujęcia gramatyki łacińskiej, opierając się na pracach Donata i Pryscjana, starały się uregulować język, który już nie jest ojczystym dla nikogo. Ich autorzy zbudowali jasny i prosty system, w którym łacina była językiem spójnym i logicznym, możliwym do wykorzystania w nowożytnej nauce. Tym różnili się od swoich starożytnych poprzedników, dla których gramatyka była tylko zbiorem zasad prawidłowego użycia języka.

### Fleksja
Łacina jest językiem fleksyjnym. Oznacza to, że odmienne części mowy składają się w niej z tematu i końcówki, a niekiedy również z sufiksu lub prefiksu. W związku z tym w łacinie, podobnie jak w języku polskim, nie używa się zaimka przed czasownikiem, a przedimka przed rzeczownikiem, odmiennie niż na przykład w języku angielskim. Prawidłową formą w zdaniu jest więc sum („jestem”), a nie ego sum („ja jestem”); stąd u Sienkiewicza jeden z głównych bohaterów przedstawia się: Zagłoba sum.
Wyraz gignit („tworzy”) składa się z tematu gign- oraz końcówki -it. Końcówka wskazuje, że jest to trzecia osoba liczby pojedynczej strony czynnej czasownika. Ten sam temat wykorzystują inne części mowy, np. rzeczownik rodzaju żeńskiego genetrix („stworzycielka”, „rodzicielka”). Składa się on w mianowniku z tematu gen-. Po nim następuje sufiks -etric, która wskazuje, że chodzi o kobietę, który wykonuje jakiś zawód lub może zostać scharakteryzowana przez wykonywaną czynność. Wyraz kończy się końcówką -s, która informuje, że jest to mianownik liczby pojedynczej (zbitkę liter „cs” zapisuje się w łacinie jako „x”). Temat obu słów jest podczas odmiany niezmienny, wyraża ich znaczenie. Końcówka wyrazu jest zmienna i wskazuje na kategorię gramatyczną użytą w zdaniu.
Współczesna gramatyka wyróżnia w łacinie dziewięć części mowy. Podobnie jak w języku polskim, w łacinie występują części mowy odmienne i nieodmienne.
Odmienne części mowy to rzeczownik (substantivum), przymiotnik (adiectivum), zaimek (pronomen), liczebnik (numerale) i czasownik (verbum). Pierwsze cztery odmieniają się przez przypadki, liczby i rodzaje. Odmianę tę nazywa się deklinacją. Przy odmianie czasownika, którą określa się jako koniugację, rozróżnia się osoby, liczby, czasy, tryby i strony.
Nieodmienne części mowy to przysłówek (adverbium), przyimek (praepositio), spójnik (coniunctio) i wykrzyknik (interiectio).

#### Liczby
W odmianie łacińskiej występują dwie liczby – pojedyncza (numerus singularis) i mnoga (numerus pluralis). W języku archaicznym istniała jeszcze liczba podwójna (numerus dualis), która w okresie klasycznym zanikła. Drobne jej pozostałości występują w odmianie liczebników duo („dwa”) i ambo („oba”, „równo”).

#### Rodzaje
W języku łacińskim występują trzy rodzaje – rodzaj męski (genus masculinum, oznaczany w słownikach skrótem „m.”), rodzaj żeński (genus femininum, oznaczany w słownikach skrótem „f.”) oraz rodzaj nijaki (genus neutrum, oznaczany w słownikach skrótem „n.”).
Rodzaje rzeczowników można rozpoznać według znaczenia lub według końcówek gramatycznych (rodzaj gramatyczny). Według zakończeń, w I i II deklinacji, rzeczowniki kończące się na -us są rodzaju męskiego (hortus – „ogród”), zakończone na -a rodzaju żeńskiego (terra – „ziemia”), natomiast zakończone na -um rodzaju nijakiego (ovum – „jajko”). Komplikacja polega na tym, że rodzaju gramatycznego nie można rozpoznać według końcówki mianownika, bo nie pozwala on na identyfikację właściwej odmiany: dlatego np. oculus („oko”, dekl. II) jest regularnie rodzaju męskiego, ale np. corpus („ciało”, dekl. III) równie regularnie rodzaju nijakiego, a servitus („niewola”) – tak samo regularnie rodzaju żeńskiego. Do rozpoznania właściwego paradygmatu niezbędna jest znajomość końcówki dopełniacza (oculus, dpn. oculi, ale corpus, dpn. corporis, a servitus – dpn. servitutis).
Według znaczenia (rodzaj naturalny) nazwy istot męskich są masculina niezależnie od zakończenia (agricola – „rolnik”). Podobnie nazwy istot żeńskich są feminina (typu mater – „matka”, socrus – „teściowa”, soror – „siostra” itp.). Rodzaju męskiego są zawsze nazwy miesięcy, wiatrów i rzek (Tiberis – „Tybr”). Natomiast nazwy drzew, krajów, wysp i miast zakończone na -us są rodzaju żeńskiego (typu Aegyptus – „Egipt”). Nie dotyczy to nazw miast zakończonych na -um (np. Londinium jest rodzaju nijakiego).

#### Przypadki
Podobnie jak w języku polskim, formy poszczególnych przypadków w łacinie różnią się końcówkami. Temat charakteryzuje znaczenie wyrazu, natomiast końcówka określa rolę wyrazu w zdaniu. Deklinacja łacińska ma sześć przypadków.
1. Nominativus – mianownik odpowiadający na pytania: kto? co?
2. Genetivus – dopełniacz odpowiadający na pytania: czyj? czyja? czyje? kogo? czego?
3. Dativus – celownik odpowiadający na pytania: komu? czemu? dla kogo?
4. Accusativus – biernik odpowiadający na pytania: kogo? co?
5. Ablativus – jako narzędnik (instumentalis) odpowiadający na pytania: kim? czym? z kim? z czym?; jako miejscownik (locativus) odpowiadający na pytania: w kim? w czym? o kim? o czym?; jako ablativus właściwy odpowiadający na pytania: od kogo? od czego?
6. Vocativus – wołacz.

Ablativus stanowi osobliwość deklinacji łacińskiej. Język praindoeuropejski miał osiem przypadków – w języku polskim nie zachował się przypadek rozłączenia (ablatyw), gdyż jego funkcję przejął dopełniacz. Natomiast w łacinie ablativus wchłonął narzędnik i miejscownik, stąd pełni funkcje trzech przypadków.

#### Osoby
W koniugacji łacińskiej, podobnie jak w języku polskim, występują trzy osoby (personae). Osoba pierwsza, tj. osoba, która mówi – ego („ja”), nos („my”). Osoba druga, czyli osoba, do której ktoś się zwraca – tu („ty”), vos („wy”). Osoba trzecia, czyli osoba, o której się mówi – is („on”), ea („ona”), id („ono”), ei („oni”), eae („one” w rodzaju żeńskim), ea („one” w rodzaju nijakim).

#### Czasy
W odmianie przez czasy występuje najbardziej wyraźna różnica gramatyczna między językiem polskim a łaciną. W języku łacińskim czasownik odmienia się przez sześć czasów (tempora).
1. Praesens – czas teraźniejszy.
2. Imperfectum – czas przeszły niedokonany.
3. Futurum primum – czas przyszły.
4. Perfectum – czas przeszły dokonany.
5. Plusquamperfectum – czas zaprzeszły.
6. Futurum exactum (futurum secundum) – czas przyszły uprzedni.

Pierwsze trzy czasy wiążą się zazwyczaj z aspektem niedokonanym (verbum infectum), natomiast dalsze trzy z aspektem dokonanym (verbum perfectum).

### Składnia

#### Szyk wyrazów w zdaniu
„Szkolny” szyk gramatyczny to SOV, czyli najpierw występuje podmiot, potem dopełnienie, a orzeczenie na końcu. Wyraz określający stoi zwykle za wyrazem określanym przez niego. W praktyce jednak szyk jest zupełnie swobodny, poszczególne elementy zdania występują w dowolnej kolejności, podobnie jak jest to do pewnego stopnia w języku polskim.

#### Zdanie
- funkcje przypadków w zdaniu
- nominativus cum infinitivo
- accusativus cum infinitivo
- ablativus absolutus
- zdania podrzędne podmiotowe
- zdania podrzędne przydawkowe
- zdania podrzędne okolicznikowe
- zdania podrzędne celowe
- zdania podrzędne dopełnieniowe
- zdania pytajne
- zdania warunkowe
- consecutio temporum

## Fonologia
Oryginalna wymowa łacińska z czasem uległa zmianom: [k] i [g] przed samogłoskami przednimi [e] oraz [i] uległy przemianie: [k] w [c], [cz] lub [s], [g] w [ż] lub [dż].
Ponieważ zmiany fonetyczne przebiegały różnie w różnych krajach (np. [c] przed [e] daje w IX wieku [c] we Francji, ale [cz] w Italii), dokonano unifikacji wymowy na podstawie sugestii Erazma z Rotterdamu. Jest to tak zwana wymowa restytuowana.

### Podział spółgłosek i samogłosek
Łacina ma 10 samogłosek (łac. vocales) – pięć krótkich [a], [e], [i], [o], [u] oraz pięć odpowiadających im barwą samogłosek długich. Dodatkowo występuje (tylko w wyrazach obcych) zapożyczona z greki samogłoska [y] mająca wartość niemieckiego „u Umlaut”.
Łacina ma też 6 dyftongów (łac. diphthongi): 'ae (æ, Æ)', 'oe (œ, Œ)', ‘au’, ‘eu’, ‘ei’, ‘ui’.
Spółgłoski (łac. consonantes) dzielą się na:
- zwarte wargowe (łac. mutae labiales): b, p, ph
- zwarte zębowe (łac. mutae dentales): d, t, th
- zwarte miękkopodniebienne (łac. mutae gutturales): g, c, k, q, ch
- płynne (łac. liquidae): l, r
- nosowe (łac. nasales): m, n
- syczące (łac. sibilantes): f, s

### Wymowa i akcentowanie
- iloczas
- akcentowanie
- tradycyjna wymowa łacińska
- zasady wymowy restytuowanej (klasycznej)
- zasady wymowy średniowiecznej
- zasady wymowy kościelnej watykańskiej (włoskiej) – patrz język włoski

### Ważniejszezjawiska fonetyczne
- rotacyzm
- asymilacja i dysymilacja
- synkopa i apokopa
- afereza
- elizja
- synalefa
- epenteza
- zwężenie samogłosek nieakcentowanych
- wzdłużenie zastępcze
- skrócenie samogłoski przed samogłoską
- skrócenie samogłosek w wygłosie
- monoftongizacja
- zanik iloczasu

## Ortografia
Łacina używa alfabetu łacińskiego. W chwili obecnej do zapisu łaciny używa się trzech odmianek tego alfabetu:
| * odmianka starożytna, składa się z 23 liter:           | A | B | C | D | E | F | G | H | I |   | K | L | M | N | O | P | Q | R | S | T | V |   | X | Y | Z |  |  | a | b | c | d | e | f | g | h | i |   | k | l | m | n | o | p | q | r | s | t |   |   | x | y | z |  |
| * odmianka barokowa (od XVI w.), składa się z 25 liter: | A | B | C | D | E | F | G | H | I | J | K | L | M | N | O | P | Q | R | S | T | U | V | X | Y | Z |  |  | a | b | c | d | e | f | g | h | i | j | k | l | m | n | o | p | q | r | s | t | u | v | x | y | z |  |
| * odmianka szkolna (od XIX w.), składa się z 24 liter:  | A | B | C | D | E | F | G | H | I |   | K | L | M | N | O | P | Q | R | S | T | U | V | X | Y | Z |  |  | a | b | c | d | e | f | g | h | i |   | k | l | m | n | o | p | q | r | s | t | u | v | x | y | z |  |

Różnice dotyczą zapisu półsamogłosek [j] oraz [u̯] (/w/). W odmiance starożytnej zapisuje się je odpowiednio jako ‘I’-‘i’ oraz ‘V’-‘u’, w odmiance barokowej jako ‘J’-‘j’ oraz ‘V’-‘v’, natomiast odmianka szkolna stanowi kompromis pomiędzy tymi dwiema i ma zapis ‘I’-‘i’ oraz ‘V’-‘v’.
W starożytności alfabet łaciński miał tylko jeden krój liter odpowiadający dzisiejszym kapitalikom. Odmiany pisma, tzw. kapitała lub kursywa istniały tylko ze względu na to, czym i na czym pisano.
Nie stosowano też interpunkcji. Jedynym znanym znakiem interpunkcyjnym było punctum, używane do zaznaczania przerw międzywyrazowych w inskrypcjach rytych w kamieniu lub malowanych. W listach, książkach i notatkach nie stosowano i tego. Wyglądało to mniej więcej tak:
CFABVLLIVSMACEROPTIOCLASSISPRMISENATIVMIII

TIGRIDEEMITPVERVMNATIONETRANSFLVMINIANVM...
Transkrypcja: C. Fabullius Macer, optio classis praetoriae Misenatium triere Tigride emit puerum natione Transfluminianum...
Ponieważ pisane w ten sposób teksty są dla osoby niewyćwiczonej raczej trudne w czytaniu, współcześnie stosuje się następujące reguły ortografii i interpunkcji:
- wielką literą obowiązkowo pisze się imiona i nazwiska osób oraz wszelkie inne nazwy własne (tak samo, jak w języku polskim): Marcus Tullius Cicero, Iuppiter, Londinium, Roma, Gallia, Mare Rubrum, Mons Aventinus itd.;
- odmiennie od języka polskiego wielką literą pisze się też przymiotniki i przysłówki pochodzące od nazw własnych: Romanus, lingua Latina[47], Graece loqui itd.;
- odmiennie od języka polskiego wielką literą pisze się nazwy miesięcy oraz dni miesiąca: Ianuarius, Februarius, Martius, Aprilis, Maius, Iunius, Iulius, Augustus, Quinctilis, Sextilis, September, October, November, December; Kalendae, Nonae, Idus;
- nie ma obowiązku stawiania wielkiej litery na początku zdania;
- nie ma obowiązku pisania wielką literą rzeczownika pospolitego deus.

### Asymilacja przedrostków
- przedrostki ad, con, dis, ex, in, ob, sub pisze się z asymilacją: ad + peto = appeto, con + loquor = colloquor, dis + fero = differo, ex + futuo = effutuo, in + mobilis = immobilis, ob + fero = offero, sub + cedo = succedo itd.;
- przedrostek ab asymiluje się do au przed wyrazami fero i fugio: ab + fero = aufero, ab + fugio = aufugio; ale: ab + fuere = afuere;
- przedrostki ab i sub pisze się bez asymilacji przed l, m, n, r: ab + luo = abluo, sub + mergo = submergo, ab + rogo = abrogo itd.;
- przedrostek ad pisze się bez asymilacji przed m oraz wedle chęci przed n: ad + miror = admiror, ad + nuo = adnuo (annuo) itd.;
- przedrostek per pisze się bez asymilacji: per + lustrare = perlustrare

W razie wątpliwości poprawną pisownię (oraz wymowę) dyftongów, geminat, przedrostków itp. rozstrzyga Thesaurus Linguae Latinae, a z braku tegoż – słownik oksfordzki języka łacińskiego (The Oxford Latin Dictionary). Pisze się i mówi: caelum (nie: coelum), condicio (nie: conditio), lacrima (nie: lachryma), paenitet (nie: poenitet), sepulcrum (nie: sepulchrum), silva (nie: sylva), stilus (nie: stylus) itp.

### Interpunkcja
- wyrazy rozdziela się spacją;
- niektóre wyrazy, o ile stanowią stałą zbitkę frazeologiczną, można pisać łącznie, jeśli jest to konieczne dla prawidłowego zaakcentowania całości, np. quomodo (akcent na quo) w odróżnieniu od quo modo (akcent na mo-); quemadmodum = „jak” (akcent na „ad”) w odróżnieniu od quem ad modum = „do jakiego stopnia” itp.
- partykułę pytajną ne, łączną que oraz alternatywną ve pisze się łącznie z poprzednim wyrazem;
- kropkę stawia się na końcu zdania (analogicznie jak w języku polskim);
- wykrzyknik stawia się na końcu zdania wykrzyknikowego (analogicznie jak w języku polskim);
- znak zapytania stawia się na końcu zdania pytajnego niezależnego.

Przecinek, chyba że szyk zdania to uniemożliwia, stawia się:
- pomiędzy przedmiotami wyliczanymi (jak w języku polskim);
- przed zaimkami i partykułami wprowadzającymi zdania podrzędne: an, num, utrum, cum, ne, ut, qui, quae, quod, quis, quid, quando, quantum, quot, quippe, quantulum, quamquam, quamvis, etsi, etiamsi, tametsi, quoniam, quia itp.
- przed spójnikami przeciwstawnymi: at, atqui, sed, verum;
- przed wyrazem, po którym stoi spójnik w postpozycji: autem, enim, tamen, vero.

Przecinka, chyba że szyk zdania wymaga tego z innych względów, nie stawia się:
- przed spójnikami: atque, et, nec, neque, simulac;
- przed partykułą pytajną annon w zdaniu pytajnym rozłącznym niezależnym;
- przed partykułą pytajną necne w zdaniu pytajnym rozłącznym zależnym;
- pomiędzy verbum regens a dopełnieniem w konstrukcji accusativus cum infinitivo;
- pomiędzy verbum regens a podmiotem w konstrukcji nominativus cum infinitivo;
- gdziekolwiek celem wydzielenia składni ablativus absolutus.

Co do przecinka, obowiązuje generalna zasada, która mówi, że lepiej jest postawić o jeden taki znak za mało niż o jeden za dużo. Trzeba pamiętać, że wobec braku znaków interpunkcyjnych w starożytności, łacina wyposażona jest w znaczną liczbę spójników, zaimków i partykuł, które odpowiednio rozmieszczone zastępują interpunkcję. Z tego też względu stosowane przez nas współcześnie przecinki, kropki i średniki są w łacinie w dużej mierze redundantne.